# Пирмагомедов, Рустамбек Седретдинович
Рустамбе́к Седретди́нович Пирмагоме́дов (род. 18 февраля 1983, Аргун, Чечено-Ингушская АССР) — российский государственный и политический деятель. Глава города Дербента Республики Дагестан (2020—2024).

## Биография
Рустамбек Пирмагомедов родился 18 февраля 1983 года в городе Аргун Чечено-Ингушской АССР.

#### Образование
Окончил ГОУ ВПО «Российская правовая академия Минюста России» по специальности — юриспруденция.

#### Трудовая деятельность
С 2000 по 2005 год — студент СКФ РПА Министерства Юстиции Российской Федерации.
С 2006 по 2009 год — преподаватель СКФ РПА Минюста России.
С 2010 по 2013 год — Генеральный директор ООО «Корпорация развития Дагестана».
С 2013 по 2018 год — Генеральный директор ООО «ТехСпортСервис»
С октября 2018 года по январь 2019 года являлся заместителем главы администрации городского округа «город Дербент».
В январе 2019 года назначен первым заместителем главы администрации городского округа «город Дербент».
С ноября 2020 по декабрь 2020 год — Временно исполняющий обязанности главы городского округа «город Дербент».
21 декабря 2020 года избран Главой городского округа «город Дербент».
Член Регионального политсовета партии, секретарь местного отделения партии «Единая Россия».
5 июня 2024 года подал в отставку с должности главы Дербента.

## Семья
Женат, двое детей.